# 梅尔维莱
梅尔维莱（法語：Merviller，法語發音：[mɛʁvile]）是法国默尔特-摩泽尔省的一个市镇，属于吕内维尔区。

## 地理
梅尔维莱（48°28'54"N, 6°46'30"E）面积12.4 平方千米，位于法国大東部大區默尔特-摩泽尔省，该省份为法国东北部内陆省份，是洛林的一部分，北邻比利时、卢森堡，北起顺时针与摩泽尔省、下莱茵省、孚日省和默兹省接壤。
与梅尔维莱接壤的市镇（或旧市镇、城区）包括：巴卡拉、贝尔特里尚、布鲁维尔、热拉库尔、蒙蒂尼、勒埃雷、瓦克维尔、沃内。

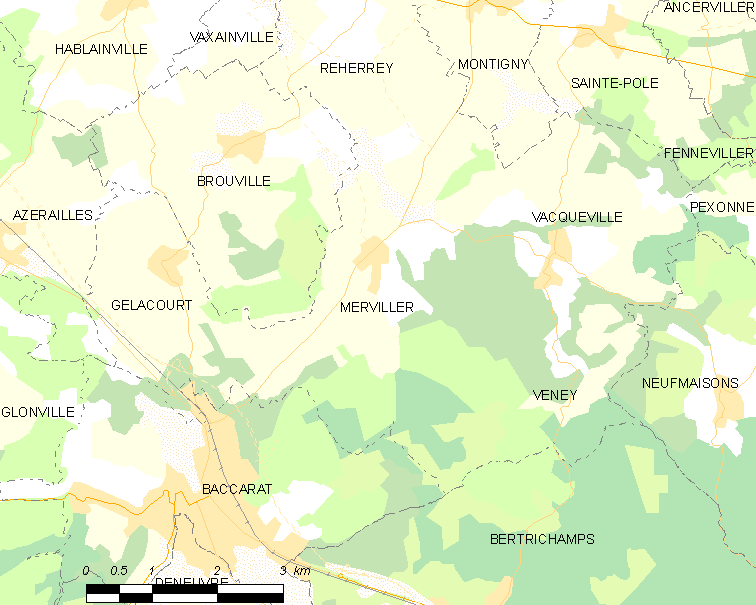
梅尔维莱的OSM定位图

梅尔维莱的时区为UTC+01:00、UTC+02:00（夏令时）。

## 行政
梅尔维莱的邮政编码为54120，INSEE市镇编码为54365。

## 政治
梅尔维莱所属的省级选区为巴卡拉县。

## 人口

1962-2008年间梅尔维莱人口变化图示

梅尔维莱于2022年1月1日时的人口数量为328人。